# Aliens: Colonial Marines
Aliens: Colonial Marines é um jogo eletrônico desenvolvido pela Gearbox Software, usando o motor Unreal Engine 3 com um novo renderizador e publicado pela Sega para a PlayStation 3, Xbox 360,  Microsoft Windows, WiiU e Em nuvem (On Live). O jogo é do gênero Tiro em primeira pessoa baseado nos personagens e criaturas da franquia Aliens, particularmente no filme Aliens.
Um jogo anterior intitulado Aliens: Colonial Marines foi desenvolvido pela Check Six Games e chegou a ser publicado pela Fox Interactive e Electronic Arts para o PlayStation 2 em 2001, mas foi cancelado antes de seu lançamento. Sua história foi criada para estar entre os eventos do segundo filme da série e Alien 3, sobre uma equipe de resgate do Colonial Marines buscando a Sulaco. Apesar das semelhanças na história e jogabilidade, no entanto, afirmou a Gearbox que seu próximo jogo não está relacionado a esta primeira versão.

## Enredo
17 semanas após os eventos de Aliens, a nave espacial Sephora envia um batalhão completo de fuzileiros navais coloniais para investigar a nave espacial Sulaco, agora em órbita ao redor da lua LV-426. Uma infestação maciça de xenomorfos é descoberta dentro da Sulaco e vários fuzileiros navais são mortos no ataque inicial. O cabo Christopher Winter, o soldado Peter O'Neal e a soldado Bella Clarison descobrem que mercenários hostis que trabalham para a corporação Weyland-Yutani estão no comando da Sulaco e criaram xenomorfos a bordo para estudo. Pouco antes de ambos as naves serem destruídas no confronto que se seguiu, os fuzileiros navais, juntamente com o comandante capitão Cruz, o androide Bishop e a tenente piloto Lisa Reid, escapam a bordo de sua nave e se abrigam nas ruínas do complexo da colônia Hadley's Hope em LV-426.
Embora os fuzileiros navais saibam que Clarison foi atacado por um facehugger e precisa de tratamento médico, Cruz ordena que Winter viaje para uma instalação de pesquisa nas proximidades de Weyland-Yutani criada perto de uma espaçonave Xenoformo abandonada e recupere um manifesto que identifica um prisioneiro desconhecido de Sulaco. Em uma tentativa de salvar Clarison, Winter e O'Neal aceitam a missão e a escoltam até a instalação, onde pretendem convencer o pessoal sobrevivente a remover o embrião Xenomorfo de seu corpo. No entanto, na chegada, um médico interrogado da Weyland-Yutani explica a eles que a vida de Clarison não pode ser salva porque a placenta invasora da criatura é cancerígena e acabará por matá-la, mesmo que o embrião seja extraído com sucesso. Clarison morre logo após um chocante sair dela.
Winter e O'Neal recuperam o manifesto que foram enviados para encontrar e resgatar o prisioneiro, que se revela sendo o cabo Dwayne Hicks. Hicks explica que a Weyland-Yutani interceptou e embarcou na Sulaco antes de sua chegada ao planeta Fiorina 161. Um incêndio na baía do sono subseqüente fez com que as sobreviventes da Sulaco, Ellen Ripley, Newt e Bishop, fossem afastadas da nave, junto com o corpo de um homem não identificado que foi confundido com o cabo. O próprio Hicks foi capturado pelo pessoal de Weyland-Yutani e submetido a tortura durante o interrogatório, supervisionado pelo androide Michael Weyland, na tentativa de aprender mais sobre as origens dos Xenomorfos e obter o controle dos sistemas de armas da Sulaco. Com Hicks, os fuzileiros navais também descobrem que um navio com capacidade para FTL está atracado nas instalações de pesquisa, representando a última chance para os fuzileiros navais escaparem da lua.
Depois de reunir o restante pessoal da Sephora na colônia, Cruz ordena um ataque total ao complexo Weyland-Yutani, na esperança de capturar a embarcação FTL. Winter e Hicks lideram o avanço, mas a nave parte pouco antes de alcançá-lo. Em uma última tentativa desesperada, Cruz pilota um dropship até a embarcação em fuga e colide com seu hangar. Winter é confrontada por uma rainha Xenomorfo no hangar, e tenta ejetar ela usando um sistema de lançamento de carga, mas falha quando ela volta a bordo. Cruz se sacrifica quando lança o dropship aleijado diretamente na rainha, impulsionando os dois para fora do navio. Winter, O'Neal, Reid, Bishop e Hicks enfrentam Weyland, que é executado por Hicks. Em busca de informações úteis, Bishop se conecta ao androide destruído e afirma que ele tem "tudo".